# Slitsskalsnäcka
Slitsskalsnäcka (Emarginula fissura) är en snäckart som först beskrevs av Carl von Linné 1758.  Slitsskalsnäcka ingår i släktet Emarginula och familjen nyckelhålssnäckor. Arten är reproducerande i Sverige. Inga underarter finns listade i Catalogue of Life.